# Kościół Nawiedzenia Najświętszej Maryi Panny w Dębogórze
Kościół Nawiedzenia Najświętszej Maryi Panny w Dębogórze – katolicki kościół filialny zlokalizowany we wsi Dębogóra w gminie Widuchowa, w powiecie gryfińskim (województwo zachodniopomorskie). Jest filią parafii Najświętszego Serca Pana Jezusa w Widuchowej.

## Historia i architektura
Wzniesiony w XV wieku z kamieni narzutowych kościół jest budowlą salową, orientowaną. Sytuowany na planie prostokąta, nakryty jest trójspadowym dachem. W XVII wieku miała miejsce przebudowa, wskutek której zatarte zostały pierwotne formy architektoniczne. Okna osadzone są we wnękach, zamkniętych łukiem odcinkowym. Od zachodniej strony do kościoła dostawiona jest wieża, w dolnej kondygnacji murowana, w wyższej drewniana, nakryta czterospadowym dachem zwieńczonym kulą z krzyżem. W wieży umieszczony jest portal wejściowy i okno. Teren kościoła otocza kamienny mur.
Wnętrze kościoła nakrywa płaski, belkowany strop. Zachował się XVIII-wieczny ołtarz (dawniej ambonowy), zdobiony dekoracją roślinną i kolumnami z ozdobnymi głowicami, w którym umieszczony jest obraz przedstawiający scenę Nawiedzenia Najświętszej Maryi Panny. W zachodniej części nawy znajduje się drewniana empora chórowa.
Po II wojnie światowej kościół został poświęcony jako świątynia katolicka w 1946 roku. W 2008 roku miał miejsce remont generalny, połączony z wymianą dachu i rekonstrukcją wieży.